# USS Benham (DD-397)
Pour les autres navires du même nom, voir USS Benham.
L'USS Benham (DD-397) était un destroyer, navire de tête de classe Benham en service dans l'United States Navy pendant la Seconde Guerre mondiale. Il fut le deuxième navire baptisé sous le nom de Andrew E. K. Benham (en), un Admiral de la marine de guerre des États-Unis.

## Construction
Sa quille a été posée le 1er septembre 1936 au chantier Federal Shipbuilding and Drydock Company à Kearny, dans le New Jersey. Il est lancé le 16 avril 1938, parrainé par Mme A. I. Dorr et mis en service le 2 février 1939 sous le Lieutenant commander Thomas Darden.

## Historique
Attribué à l'United States Fleet Forces Command, le Benham patrouille au large de Terre-Neuve pendant la majeure partie de l'année 1939 avant d'être envoyé dans le golfe du Mexique. Appelé en renfort dans le Pacifique, le navire atteint Pearl Harbor le 14 avril 1940. Après un aller-retour entre la Californie et Hawaï, le navire escorte l'Enterprise pour les îles Midway, livrant des avions pour l'United States Marine Corps. Cette mission se déroule du 28 novembre au 8 décembre 1941, il rate ainsi l'attaque japonaise sur Pearl Harbor. Le Benham sert ensuite avec l'Entreprise et le Saratoga au large d'Hawaï et avec la Task Force 16 lors du raid de Doolittle sur Tokyo du 8 au 25 avril 1942. Il opère avec cette Task Force jusqu'à la bataille de Midway du 3 au 6 juin, au cours duquel il sauve 720 survivants du Yorktown et 188 de l'USS Hammann. Il participe également aux débarquements sur Guadalcanal et Tulagi du 7 au 9 août et à la bataille des Salomon orientales du 23 au 25 août.
Il rejoint la Task Force 64 le 15 octobre, opérant au large de Guadalcanal. Les 14 et 15 novembre, il prend part à la bataille navale de Guadalcanal. À 00 h 38, une torpille l'endommage gravement mais le navire ne coule pas. À 16 h 37, après une lente progression vers Guadalcanal, l'équipage abandonne le navire. Après avoir secouru les survivants, l'USS Gwin l'envoie par le fond par coups de canon à 19 h 38.

## Récompenses
Le Benham a reçu cinq Battle star pour son service dans la Seconde Guerre mondiale.